# Ressonància de Glashow
La ressonància de Glashow, proposada per Sheldon L. Glashow el 1959, és la producció ressonant del bosó W en una col·lisió d'un antineutrí-electró amb un electró: ν e- → W−. El llindar d'energia de l'antineutrí per a aquest procés (amb un electró en repòs al sistema de laboratori) és de 6.3 PeV (6.3 1015 eV). Aquest procés és considerat per a la detecció i estudis de neutrins còsmics d'alta energia als experiments IceCube (a l'Antàrtida) i ANTARES (a la mar Mediterrània), i al futur telescopi de neutrins KM3NET.
L'energia llindar de l'antineutrí d'aquest procés (per a l'electró en repòs al referencial del laboratori) ve donada per la fórmula:
{\displaystyle E_{\nu }={\frac {M_{W}^{2}-(m_{e}^{2}+m_{\nu }^{2})}{2m_{e}}}\approx {\frac {M_{W}^{2}}{2m_{e}}}}, equivalent a 6.3 PeV.
Una observació de la ressonància amb una significació estadística de 2.3σ va ser feta per l'experiment IceCube al pol sud el 2021.